# Binder-Kumulante
Die Binder-Kumulante, auch Binder-Parameter, nach dem Physiker Kurt Binder, ist eine Größe aus der Statistischen Physik.

## Hintergrund
Mithilfe der Binder-Kumulanten lässt sich die kritische Temperatur bei einem Phasenübergang sehr genau bestimmen.
Ferner liefert die Kumulante den Wert des kritischen Exponenten der Korrelationslänge, durch den die Universalitätsklasse des Phasenübergangs charakterisiert wird.
Der Zahlenwert der Binder-Kumulanten am kritischen Punkt hängt im thermodynamischen Limes von den Randbedingungen, der Gestalt des Gitters und der Anisotropie der Korrelationen ab.

## Definition
Die Binder-Kumulante ist definiert als Kumulante vierter Ordnung des Ordnungsparameters {\displaystyle s} – wie bspw. der Magnetisierung:
{\displaystyle U_{L}=1-{\frac {{\langle s^{4}\rangle }_{L}}{3{\langle s^{2}\rangle }_{L}^{2}}}}
wobei
- {\displaystyle \langle f(s)\rangle =E[f(S)]=\int _{\Omega }f(s)P_{L}(s)ds} den Erwartungswert einer Funktion f eines „Blocks“ im Gitter mit {\displaystyle S\sim P_{L}} beschreibt. Hierbei ist S eine Zufallsvariable, welche die Wahrscheinlichkeit {\displaystyle P_{L}} über ihrer Ergebnismenge {\displaystyle \Omega } hat. Je nach Temperatur stellen sich andere Verteilungen im Gitter ein, welche im Ising-Modell durch eine temperaturabhängige Boltzmann-Verteilung beschrieben wird
- {\displaystyle L} ist die Länge des Gitters in einer räumlichen Dimension und {\displaystyle L^{d}} ist sein Volumen (bei {\displaystyle d} Dimensionen).

Ein Schätzwert der Binder-Kumulante wird häufig verwendet zur zuverlässigen Analyse von in Monte-Carlo-Simulationen gewonnenen Daten für eine Vielzahl vom Modellen, einschließlich Ising-, Heisenberg- und Potts-Modellen.

## Beziehung zu anderen Kennzahlen einer Wahrscheinlichkeitsverteilung
Für eine reelle Zufallsvariable {\displaystyle X} mit endlichem vierten Moment {\displaystyle m_{4}=\langle X^{4}\rangle \in \mathbb {R} } und positivem zweiten Moment {\displaystyle m_{2}=\langle X^{2}\rangle >0} gilt
{\displaystyle U=1-{\frac {m_{4}}{3m_{2}^{2}}}\;.}
Für eine Zufallsvariable, deren erstes Moment den Wert Null hat, d. h. {\displaystyle \langle X\rangle =0},  spezialisieren sich die zweite Kumulante zu {\displaystyle \kappa _{2}=\langle X^{2}\rangle }, die vierte Kumulante zu {\displaystyle \kappa _{4}=\langle X^{4}\rangle -3\kappa _{2}^{2}},  die Wölbung zu {\displaystyle w=\langle X^{4}\rangle /\langle X^{2}\rangle ^{2}} und der Exzess zu {\displaystyle \gamma =\langle X^{4}\rangle /\langle X^{2}\rangle ^{2}-3}, so dass
{\displaystyle U=1-{\frac {\langle X^{4}\rangle }{3\langle X^{2}\rangle ^{2}}}=-{\frac {\kappa _{4}}{3\kappa _{2}^{2}}}=1-{\frac {w}{3}}=-{\frac {\gamma }{3}}}
gilt. Für eine normalverteilte Zufallsvariable {\displaystyle X\sim {\mathcal {N}}(0,\sigma ^{2})} gilt {\displaystyle w=3} und {\displaystyle \kappa _{4}=\gamma =U=0.}